# The Gorillas
Pour les articles homonymes, voir Gorillas et Gorillaz.
The Gorillas (initialement appelé The Hammersmith Gorillas) est un groupe britannique de rock, originaire de Hammersmith, Londres, actif entre 1972 et 1981.

## Histoire
Jesse Hector (né en 1947 à Kilburn, au nord-ouest de Londres) joue dans des groupes dès l'âge de 11 ans, d'abord le Rock and Roll Trio, puis le groupe d'influence RnB The Cravats. Le bassiste des Cravats, Adrian Stambach, rejoint le groupe mod The Clique en 1963. Hector reforme le Rock and Roll Trio avant de fonder deux autres groupes éphémères, Way of Life et Mod Section, puis de former le groupe de protopunk Crushed Butler en 1969 avec le batteur Darryl Read et le bassiste Alan Butler. Après un bref flirt avec EMI Records, le groupe est rebaptisé Tiger, jusqu'à ce que Darryl parte rejoindre le groupe de glam rock Dizzy, puis ils changent à nouveau de nom pour Helter-Skelter. Avec l'arrivée du batteur Gary Anderson, le groupe devient les Hammersmith Gorillas, tirant son nom du groupe activiste londonien pro-Castro, les Hammersmith Guerillas
Le premier album du groupe est une reprise de You Really Got Me des Kinks sur le label Penny Farthing, produit par Larry Page et coïncidant avec le dixième anniversaire de la sortie de l'album original,. Ils signent ensuite chez Chiswick Records, enregistrent deux singles pour le label et se constituent une base de fans fidèles, avant de passer chez Raw Records. En 1976, ils jouent au festival punk de Mont-de-Marsan, dans le sud de la France, aux côtés des Damned et d'Eddie and the Hot Rods. Après deux autres singles en 1978, le groupe sort son premier (et unique) album studio, Message to the World.
Hector était connu pour ses favoris extravagants et était un fervent auto-publicitaire, déclarant que les Gorillas étaient « l'avenir de la musique rock ». Il était influencé par plusieurs stars du rock décédées, et plusieurs titres de l'album du groupe ont été interprétés dans le style de ses héros, y compris une reprise de Foxy Lady de Jimi Hendrix et Going Fishing dans le style de Marc Bolan. Ils reviennent à Chiswick au début des années 1980 pour le single Move It, avant de se séparer après le décès de Butler des suites d'un accident d'équitation. Hector continue de se produire régulièrement sur scène à Londres, et travaille avec un nouveau groupe, Jesse Hector and the Sound, au début des années 1990, avec le bassiste Kevin White et le batteur Gilles Baillarguet,,. Le groupe sort un single en 1991, Leavin' Town, sur le label Clawfist. Lorsque le groupe se sépare en 1993, Hector monte un nouveau groupe, les Gatecrashers, nommé d'après un single des Gorillas, contribuant à plusieurs compilations de rock rétro et sortant un EP en 2000, Keep on Moving.
Plus tard, Hector travaille comme agent d'entretien à la Royal Geographical Society et fait l'objet d'un film documentaire en 2008, A Message to the World, réalisé par Caroline Catz, qui a été projeté dans le cadre du festival Raindance et au Barbican dans le cadre de sa saison Pop Mavericks.

## Discographie

### Albums
- 1978 : Message to the World (réédité avec morceaux bonus en 1998, Damaged Goods)
- 1999 : Gorilla Got Me (sous The Hammersmith Gorillas)

### Singles
- 1974 : You Really Got Me (sous The Hammersmith Gorillas)
- 1976 : She's My Gal
- 1976 : Gatecrasher
- 1977 : You Really Got Me
- 1978 : It's My Life
- 1978 : Message to the World
- 1981 : Move It